# Provinser i Brittiska Indien
Brittiska Indien och dessförinnan, de områden i Indien som administrerades av Brittiska Ostindiska Kompaniet styrdes på ett långt ifrån enhetligt sätt av britterna. Vissa områden utgjordes av vasallstater, där den gamle härskaren satt kvar efter att ha svurit lydnad till britterna. Andra områden blev direkta brittiska besittningar.

## Förvaltningens struktur
Se även artikeln Furstestater i Indien
För förvaltningen var Brittiska Indien (utom vasallstaterna) vid 1900-talets början delat i 13 förvaltningsområden: Madras och Bombay, under var sin guvernör, Bengalen, östra Bengalen och Assam (som bildades 16 oktober 1905 därigenom att 15 distrikt av Bengalen lades till Assam), Förenade provinserna Agra och Oudh (före 1902 kallade Northwestern provinces and Oudh), Punjab, Burma, vart och ett under en viceguvernör, samt Centralprovinserna och Bihar (som förenades med Centralprovinserna 1902) under en "chief commissioner", Nordvästra gränsprovinsen (som bildades 1901), under en generalguvernörens agent, Coorg, Ajmere-Merwara, Brittiska Baluchistan och Andamanerna, vart och ett under en chief commissioner. 
Guvernörerna i Madras och Bombay utnämndes av kronan och hade var sitt verkställande råd, bestående av två av kronan utnämnda medlemmar bland Indiens civila tjänstemän. Viceguvernörerna utnämndes av generalguvernören med kronans godkännande, chief commissioners av generalguvernören i rådet. Ehuru alla provinser stod under regeringens kontroll, åtnjöt de alltefter provinsens betydenhet mycken administrativ självständighet, i synnerhet Madras och Bombay, vilkas guvernörer omedelbart kunde hänvända sig till statssekreteraren.
Provinserna delades i divisions, under commissioners ("kommissarier"), och dessa i districts (inalles 267), som bildade förvaltningens enhet. Distriktet förvaltades av en collector-magistrate eller deputy-commissioner, vilken därjämte var skatteuppbördsman, medlem av alla kommunalstyrelser med mera och på vissa ställen domare i första instans i brottmål, stundom även i civilmål. Han var hörnstenen i det engelska väldet i Indien. 
Den yttersta förvaltningsindelningen var subdivision, området för en administrativ tjänstemans (assistant magistrate) verkningskrets, eller tali-sil, området för en fiskals (deputy oollector) verkningskrets. I avseende på lagskipningen rådde den oregelbundenheten, att den lägre rättskipningen i brottmål i vissa distrikt var förenad med den civila förvaltningen, i några få gränsdistrikt även rättskipningen i civilmål. Fullständig skilsmässa mellan jurisdiktion och förvaltning var genomförd i Bombay, Madras och några delar av Bengalen. I andra instansen behandlades målen av session-courts, vilka bestod av kringresande domare och bisittare. I högsta instansen dömde överdomstolarna (high court of judicature) i Bengalen (med domsrätt även över den nya provinsen östra Bengalen och Assam), Förenade provinserna, Madras och Bombay, med vaderätt till Kronrådet i London. Även i Punjab och Burma fanns högre domstolar, i andra provinser blott enskilda domare.

## Provinser
Här följer en kortfattad historisk exposé över de direktstyrda områdena:

### Ajmer-Merwara
- 1818 Brittisk kontroll.
- 1832 Del av North-West Frontier Provinces.
- 1871 Ajmer-Merwara-Kekri egen provins.

### Andamanerna och Nicobarerna
- 1754/56 Nicobaröarna (Frederiköarna) dansk koloni.
- 1784-1807/09 Nicobaröarna övergivna.
- 1789 Andamanöarna i brittisk besittning.
- 1830-1834 Nicobaröarna ånyo övergivna.
- 1868 Danmark säljer sina rättigheter på Nicobaröarna till Storbritannien.
- 1942-1945 Japansk ockupation.
- 1943-1945 Öarna administrerade av indojapansk lydregim.

### Assam
- 1826 Överlåts av Burma till Storbritannien.
- 1826-1832 Del av brittiska Bengalen.
- 1832 Furstestat återupprättad.
- 1838-1874 Ånyo del av Bengalen.
- 1905 Provinsen Östbengalen och Assam bildas.
- 1912 Egen provins.

### Baluchistan
- 1877 Brittiska Baluchistanprovinsen bildas.
- 1896 Baluchistanprovinsen en del av Brittiska Indien.
- 1947 Tillfaller Pakistan.

### Bengalen
- 1634 England får rätt att upprätta faktorier i Hugli, Balasore, Kasimbazar och Patna.
- 1658 De brittiska faktorierna administreras från Madras.
- 1676-1690 Hugli blir högkvarter för britternas handel i Bengalen.
- 1681 Britterna bildar Bengal Agency.
- 1682-1694 Brittiska Presidency of Coromandel and Bengal Settlements.
- 1694-1698 Underordnas åter Madras.
- 1700 Presidency of Bengal upprättas i Fort William.
- 1774-1854 Direktstyre av Ostindiska Kompaniets generalguvernör.
- 1854 Provins omfattande Bengalen, Bihar och Orissa bildas.
- 1905 Bengalen indelas i två provinser: Västbengalen och Östbengalen.
- 1912 Öst- och Västbengalen återförenade som Fort William Presidency,Bihar och Orissa blir en egen provins.
- 1937 Namnbyte till Bengal Presidency.
- 1947 Provinsen delas mellan Indien och Pakistan.

### BiharochOrissa
- 1756 Bihar blir en del av brittiska Bengalen.
- 1803 Orissa ockuperas av britterna..
- 1912 För första gången blir Bihar och Orissa egen provins.
- 1936 Bihar och Orissa bildar varsin provins.

### Bombay
- 1661 Bombayön överlåts från Portugal till England, som en hemgift när en portugisisk prinsessa gifter sig med brittiske kungen.
- 1663-1665 Britterna tvingas strida med lokala portugisiska styrkor innan de kan ta kontroll över området.
- 1668-1685 Bombay lyder under brittiske guvernören i Surat.
- 1685-1703 Surat lyder under brittiske guvernören i Bombay.
- 1703 Surat blir en administrativ del av britternas Bombaybesittning.
- 1839-1932 Aden lyder under brittiske guvernören i Bombay.
- 1843-1936 Sindh lyder under brittiske guvernören i Bombay.

### Centralprovinserna i Brittiska Indien
- 1852 Nagpurprovinsen.
- 1861 Nagpurprovinsen förenas med Saugor-Nerbudda.
- 1862 Namnbyte till Central Provinces.
- 1936 Berar kommer under brittiskt styre 1903 och infogas i provinsen 1936.

### Coorg
- 1834 Annekteras av britterna, som låter fursten i Mysore administrera området åt sig.

### Delhi
- 1857-1859 Ingår i United North-West Provinces.
- 1859-1912 Del av provinsen Punjab.
- 1912 Separat provins.

### Madras
- 1640 Madras blir en brittisk besittning, Presidency of Fort St. George.
- 1652-1655 Namnbyte till Presidency of Madras.
- 1746-1749 Ockuperat av Frankrike.
- 1774 Inkorporeras i Brittiska Ostindiska Kompaniets centralförvaltning.

### Nordvästra Gränsprovinsen
- 1849 Britterna besegrar sikherna.
- 1901 North-Western Frontier Province skapas.
- 1947 Delas mellan Indien och Pakistan.

### Punjab
- 1849 Annekterat av britterna efter krig med sikherna.
- 1947 Delas mellan Indien och Pakistan.

### Sindh
- 1843 Annekteras av britterna och administreras från Bombay.
- 1936 Egen provins.

### Surat
- 1612 Britterna får tillstånd att uppföra ett faktori i Surat.
- 1616 Surat blir brittiskt högkvarter i Indien.
- 1658 Surat Presidency bildas.
- 1685-1703 Underordnas guvernören i Bombay.
- 1703 Inkorporeras i Bombay.
- 1705 Surat överlåts åt Danmark mot 5 slagskepp.

### United Provinces
- 1834 Presidency of Agra skapas.
- 1836 Namnbyte till North-Western Provinces.
- 1871 Ajmer, Merwara and Kekri bryts ut ur provinsen.
- 1877 Oudh (Awadh) blir en del av provinsen, från att före Sepoyupproret 1857 ha varit en självständig furstestat.
- 1902 Namnbyte till United Provinces of Agra and Oudh.
- 1921 Namnbyte till United Provinces of British India.
- 1937 Namnbyte till United Provinces.